# 長輩 (電影)
《長輩》（英語：[My Young Auntie] 错误：{{Lang}}：文本有斜体标记（帮助））是1981年邵氏出品的一部香港武打喜劇電影，由劉家良自編自導自演。電影講述一個年輕填房在老爺過世後托管家產，領導著家族各年長男性，鬧出連場笑話。女主角惠英紅以22歲之齡憑本片獲得第1屆香港電影金像獎最佳女主角。

## 劇情
程帶男（惠英紅飾）與父親以街頭賣藝為生，但生活因父親的受傷而陷入困境，幸得大戶余氏收留。余氏家境富裕，但其妻因早逝而沒有子女，加上余氏多病，由帶男負起照顧余氏的責任。
余氏有多位侄子，其中余仁威（王龍威飾）為人不務正業，常常都想奪走余氏的家產。而余正全（劉家良飾）則在省城居住。余氏在病重前立下遺囑，要立帶男為填房，目的為了守護其家產避免被威奪取，此外亦要求她將所有契約交給正全。帶男到省城後，正全不肯接受，只願意代為保管。
谁知正全的兒子余滔（小侯飾）從香港回來渡假，誤以為帶男是正全的情婦，而威亦帶來一群手下要偷走契約……

## 演員表
| 演員   | 角色   | 粵語配音 | 備註                                                                                 |
| 劉家良 | 余正全 | 朱子聰   | 余家大房第四子，余滔之父，精通各種拳法，武藝精湛                                     |
| 小侯   | 余滔   | 林保全   | 余正全之子，武藝精湛，在香港讀書，英文名「余查理」                                   |
| 惠英紅 | 程帶男 | 盧素娟   | 余家二房余仁生之填房，武藝精湛，為余家「長輩」                                       |
| 黃拔景 | 余仁生 | 楊捷康   | 余家二房，帶男之夫，正全之二叔，阿滔之二叔公，後病逝                                 |
| 王龍威 | 余仁威 | 黃允材   | 余家三房，帶男之小叔，正全之三叔，阿滔之三叔公，武藝精湛，為人陰險詭詐，貪圖二房財產 |
| 曹達華 | 余正福 | 楊捷康   | 余家大房長子，正全之大哥，阿滔之大伯，會氣硬功，武藝精湛，為打鐵舖老闆               |
| 林德祿 | 余正祿 | 陳永信   | 余家大房第二子，正全之二哥，阿滔之二伯，武藝精湛，為雞鴨欄老闆                       |
| 余袁穩 | 余正壽 |          | 余家大房第三子，正全之三哥，阿滔之三伯，武藝精湛，為鞋舖老闆                         |
| 元德   | 余德   | 鄧榮銾   | 余家三房余仁威之乾兒子                                                               |
| 王清河 | 福叔   | 丁羽     | 余家大房四子余正全之管家                                                             |
| 唐偉成 |        |          | 氣硬功高手，為余仁威之左右手                                                         |
| 權永文 |        |          | 劍術高手，為余仁威之左右手                                                           |
| 矮冬瓜 |        |          | 警察局探長                                                                           |
| 王沙   |        |          | 警察局副探長                                                                         |
| 劉家輝 | James  | 黃允財   | 滔之同學                                                                             |
| 麥德羅 | Robert | 盧傑群   | 滔之同學                                                                             |

## 獎項
| 年份 | 頒獎典禮            | 獎項       | 獲提名 | 結果 |
| ---- | ------------------- | ---------- | ------ | ---- |
| 1982 | 第1屆香港電影金像獎 | 最佳女主角 | 惠英紅 | 獲獎 |

## 外部連結
- 香港影庫上《長輩》的資料（繁體中文）
- 開眼電影網上《長輩》的資料（繁體中文）
- 豆瓣电影上《長輩》的資料 （简体中文）
- 时光网上《長輩》的資料（简体中文）
- 互联网电影数据库（IMDb）上《長輩》的资料（英文）
- 爛番茄上《長輩》的資料（英文）
- AllMovie上《長輩》的资料（英文）